# Cryptus fortunatus
Cryptus fortunatus är en stekelart som beskrevs av Maljavin 1967. Cryptus fortunatus ingår i släktet Cryptus och familjen brokparasitsteklar. Inga underarter finns listade i Catalogue of Life.